# District naval de Yokosuka

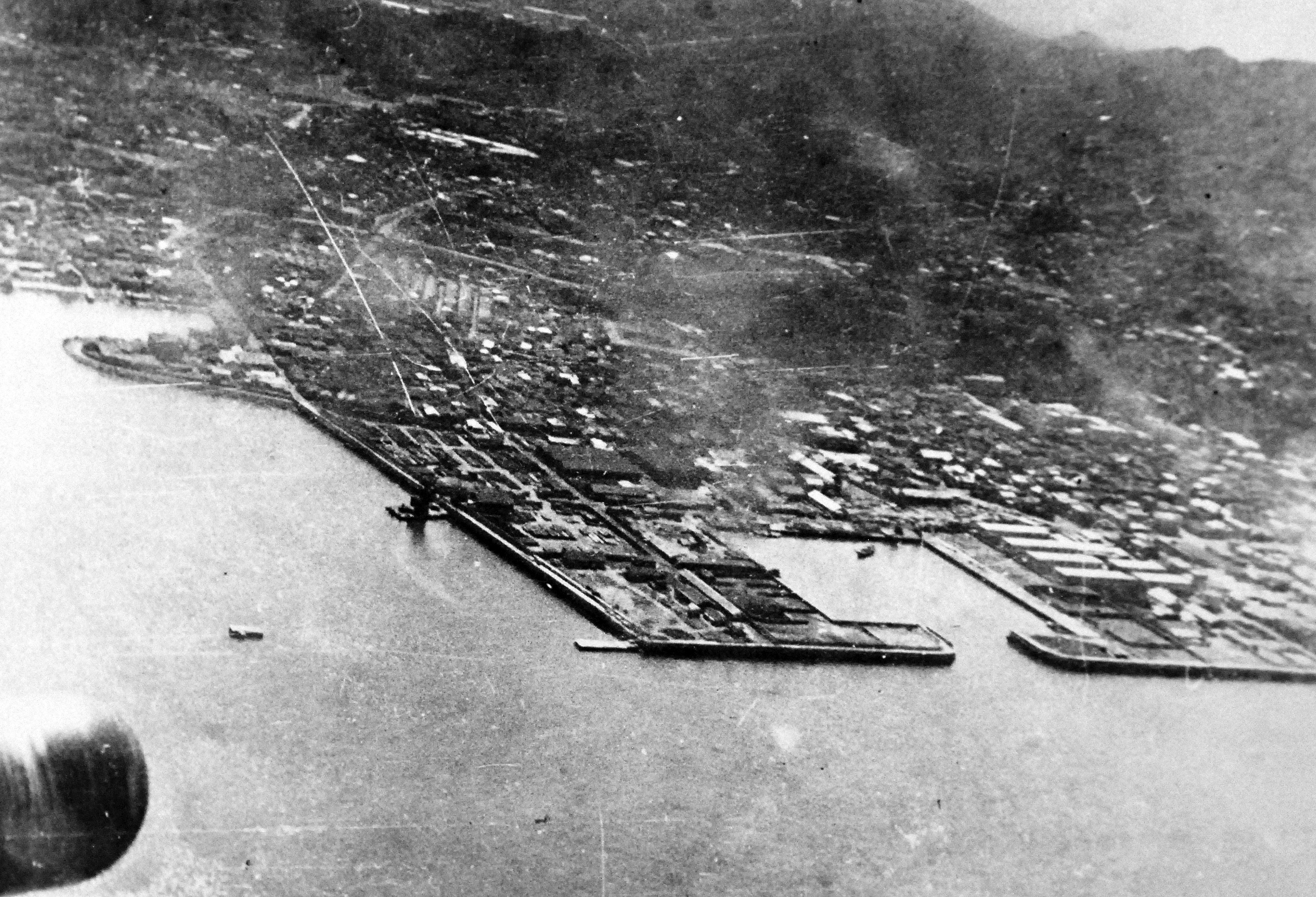
QG naval de Yokosuka en 1942.

Le district naval de Yokosuka (横須賀鎮守府, Yokosuka chinjufu) est le premier des cinq principaux districts administratifs de la marine impériale japonaise d'avant-guerre. Son territoire incluait la baie de Tokyo et les côtes pacifiques centre et nord de Honshū de la péninsule de Kii jusqu'à la péninsule de Shimokita.

## Histoire
La localisation de la ville de Yokosuka à l'entrée de la stratégique baie de Tokyo était reconnue d'importance critique par le shogunat Tokugawa puis le gouvernement de Meiji. En 1866, le shogunat établi le Yokosuka Seisakusho, un arsenal militaire et une base navale, avec l'aide de conseillers étrangers, dont l'architecte naval français Léonce Verny. La nouvelle installation a pour but de produire des navires de guerre et de l'équipement moderne et de style occidental pour la marine du shogunat. Après la guerre de Boshin et la restauration de Meiji de 1868, le nouveau gouvernement de Meiji prend le contrôle du site en 1871, le renommant en Yokosuka Zosenjo (« chantiers navals de Yokosuka »). En août 1876, la marine impériale japonaise est organisée dans deux zones stratégiques, une à l'est du pays, la Tōkai chinjufu (東海鎮守府), basée à Yokosuka, et une à l'ouest, la Saikai chinjufu (西海鎮守府) basé à Nagasaki. Cependant, pour faciliter les communications avec l'état-major de la marine impériale japonaise de Tokyo, le district naval de Tōkai est relocalisé à Yokohama en septembre 1876.
Avec la réorganisation de la marine impériale japonaise en avril 1886, le Japon est divisé en cinq districts navals pour le recrutement et l'approvisionnement, et le quartier-général du district naval de Tokai est resitué à Yokosuka, devenant ainsi le district naval de Yokosuka, et l'arsenal naval de Yokosuka est placé sous son commandement. Comme tous les autres districts, il est placé sous la direction du ministère de la Marine en temps de paix, et passe sous le commandement des flottes stationnées dans le district en temps de guerre. Un bureau de guerre de torpilles est établi à Yokusuka en juin 1885. Lors d'une nouvelle réorganisation administrative de la marine japonaise en 1889, Yokosuka est désigné en tant que « premier district naval » (第一海軍区, dai-ichi kaigunku), son port est dragué, le brise-lames est étendu et les docks pour les navires de guerre sont agrandies. Un bureau de guerre de mine est également établi. En 1893, des écoles d'ingéniérie mécanique navale, de guerre de torpilles et d'artillerie navale sont établies. Des écoles pour les ingénieurs navals et pour la guerre de mine suivent en 1907, de même qu'un centre médical de la marine en 1908. Des installations pour l'aviation navale sont établies en juin 1912, suivies par celle des télécommunications en avril 1913.
Le 14 janvier 1917, le Tsukuba explose par accident et coule dans le port de Yokosuka. Le département de construction navale est établi en 1921. En juin 1930, une école de communications navales est établie, mais l'école des mines navales devient indépendante du district. Une école d'aviation de la marine est établie en avril 1934.
Au moment de l'attaque de Pearl Harbor en 1941, le district naval de Yokosuka comprend les éléments suivants :
- QG du district naval de Yokosuka
  - Base navale de Yokosuka
    - Qg de la base navale de Yokosuka
    - Centre des communications de Yokosuka
    - Département de l'approvisionnement de Yokosuka
    - Service de la comptabilité
    - Département de la construction
    - Unité du port et des docks
    - Arsenal naval de Yokosuka
    - Hôpital naval
    - Prison navale
    - Dépôt de carburant naval
    - Garnison de Yokosuka
      - Unité d'infanterie navale de Yokosuka
      - Forces navales spéciales de débarquement de Yokosuka

  - Base sous-marine de Yokosuka
  - Force de garde navale de Yokosuka
    - Croiseur auxiliaire Noshiro Maru
    - Escadron de défense côtier de Yokosuka
    - Division 25 de dragueur de mines
    - Division 26 de dragueur de mines

  - Destroyer Sawakaze
  - Groupe aérien naval de Yokosuka (Oppama)
  - Groupe aérien naval de Tateyama
  - Groupe aérien naval de Kisarazu (en)
  - 11e flottille aérienne navale (entraînement)
    - Groupe aérien de Hyakurigahara (Ibaraki)
    - Groupe aérien de Kashima
    - Groupe aérien de Kasumigaura
    - Groupe aérien de Suzuka
    - Groupe aérien de Tsuchiura
    - Groupe aérien de Tsukuba
    - Groupe aérien de Yatabe

Yokosuka est bombardée par la marine et les forces aériennes américaines à la fin de la guerre du Pacifique, principalement durant l'attaque de Yokosuka le 18 juillet 1945, mais la plupart de ses installations sont capturées intactes par les Alliés. Le site de Yokosuka passe sous le contrôle des forces américaines durant l'occupation du Japon, et les installations de l'ancien district naval de Yokosuka sont héritées par la septième flotte américaine. Une petite portion du site continue à être utilisé par la force maritime d'autodéfense japonaise d'après-guerre, qui a préservé une partie des portails d'origine en briques rouges.